# Karol Wiernicki
Karol Apolinary Wiernicki, ps. „Karol”, „Czarny” (ur. 10 października 1894 w Żabinie, zm. 18 października 1958 w Londynie) – major kawalerii Wojska Polskiego, działacz niepodległościowy.

## Życiorys
Urodził się 10 października 1894 w Żabinie, w ówczesnym powiecie makowskim guberni łomżyńskiej, w rodzinie Stanisława i Aleksandry.
Szkołę handlową ukończył w Łomży, a następnie wyjechał zagranicę. W 1914 wstąpił do 1 pułku piechoty Legionów Polskich. Po kilku dniach został przeniesiony do kawalerii Władysława Beliny-Prażmowskiego. Ranny w bitwie pod Glinianami. W lipcu 1917, po kryzysie przysięgowym został internowany w Szczypiornie. W grudniu 1917, w czasie transportu ze Szczypiorna do Łomży zbiegł. 
18 marca 1919 jako podoficer byłych Legionów Polskich został mianowany z dniem 1 marca 1919 podporucznikiem kawalerii, z jednoczesnym przeniesieniem z 1 Brygady Kawalerii do 1 pułku szwoleżerów. 19 stycznia 1921 został zatwierdzony z dniem 1 kwietnia 1920 w stopniu porucznika w kawalerii, w grupie oficerów byłych Legionów Polskich. Następnie pełnił służbę w 24 pułku ułanów. W listopadzie 1924 został przydzielony z 24 puł. do szwadronu pionierów przy 4 Dywizji Kawalerii we Lwowie. W sierpniu 1926 został przeniesiony do 14 pułku ułanów z pozostawieniem na zajmowanym stanowisku w szwadronie pionierów 4 DK. 19 marca 1928 prezydent RP nadał mu stopień rotmistrza z dniem 1 stycznia 1928 i 3. lokatą w korpusie oficerów kawalerii. W kwietniu tego roku został przesunięty na stanowisko dowódcy szwadronu, który w 1930 został przemianowany na 4 szwadron pionierów. Awansował na stopień majora ze starszeństwem z 1 stycznia 1936 i 10. lokatą w korpusie oficerów kawalerii. W marcu 1939 pełnił służbę w 14 pułku ułanów we Lwowie na stanowisku II zastępcy dowódcy pułku (kwatermistrza).
Podczas II wojny w Polskich Siłach Zbrojnych na Zachodzie, m.in. jako komendant Ośrodka Wyszkolenia Inwalidów. Po demobilizacji pozostał na emigracji w Wielkiej Brytanii.
Zmarł 18 października 1958 w Londynie. Został pochowany na South London Cemetery.

## Ordery i odznaczenia
- Krzyż Niepodległości – 12 maja 1931 „za pracę w dziele odzyskania niepodległości”[17][1]
- Krzyż Walecznych dwukrotnie[18][19]
- Złoty Krzyż Zasługi[14]
- Srebrny Krzyż Zasługi – 10 listopada 1928„w uznaniu zasług, położonych na polu pracy w poszczególnych działach wojskowości”[20][21]
- Odznaka Pamiątkowa Więźniów Ideowych[22]